# Брэтиану, Дину
Ди́ну Брэтиа́ну (имя при рождении — Константи́н) (рум. Dinu Brătianu; 13 января 1866, Бухарест — 20 мая 1950, тюрьма Сигет) — румынский политический, общественный и государственный деятель.

## Биография
Представитель семьи Брэтиану, члены которой занимали важные государственные, в том числе министерские, посты в королевстве Румыния. Сын выдающегося румынского политического деятеля Йона Брэтиану, дважды занимавшего пост премьер-министра Румынии. Брат премьер-министров Ионела и Винтилэ Брэтиану.

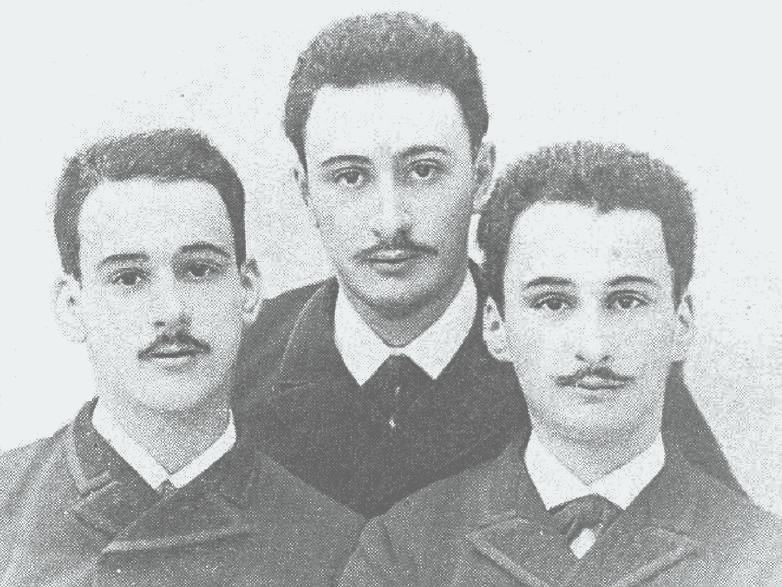
Братья Брэтиану в 1885 году. Слева направо: Дину (Константин), Ионел, Винтилэ

Образование получил в Национальной школе мостов и дорог (ныне Политехнический университет Бухареста) и Горной школе Парижа.
С 1895 года несколько раз избирался в Палату депутатов Румынии (и непрерывно с 1910 по 1938). Занимал кресло министра финансов (1933—1934).
После убийства премьер-министра Румынии Иона Георге Дуки членами «Железной гвардии» в декабре 1933 года, стал лидером Национальной либеральной партии Румынии. В межвоенный период активно противодействовал установлению авторитарного режима короля Кароля II и его премьер-министра Георге Тэтэреску.
После отречения короля, поддержал кондукэтора Йона Антонеску.
В результате переворота в Румынии в 1944 году и прихода к власти Михая I стал членом правительства в ранге министра без портфеля. Занимал пост госсекретаря в правительстве К. Сэнэтеску (23 августа 1944 — 4 ноября 1944), министра военного производства (4 ноября 1944 — 6 декабря 1944) и министра военного производства в правительстве Н. Рэдеску (6 декабря 1944 года — 28 февраля 1945).
Его попытки предотвратить приход к власти в Румынии коммунистов не увенчались успехом. Популярность Дину Брэтиану, как лидера Национальной либеральной партии из-за его симпатий к Й. Антонеску упала. И хотя Петру Гроза, формируя в 1945 году кабинет министров, предложил ему место в правительстве, Брэтиану отказался. Перешёл в оппозицию, поддержал антикоммунистическую демонстрацию монархистов 8 ноября 1945, хотя высказывался за умеренные действия «в рамках законности».
В 1950 году был репрессирован и заключён без суда в тюрьму, где и умер.